# Oranżeria
Oranżeria (również pomarańczarnia) – budowla ogrodowa, parterowa, wolno stojąca lub połączona z tarasem, ogrzewana.
Oranżerie służyły do uprawy roślin egzotycznych (pomarańcze, cytryny, granaty itp.), a także do przechowywania roślin, które nie mogą w strefie umiarkowanej zimować w gruncie. Pełniły też funkcję ogrodów zimowych.
Pomarańczarnie budowano przeważnie na planie wydłużonego prostokąta, a formę architektoniczną miały zgodną z obowiązującym stylem w danej epoce. Były to budynki o wysokich i szerokich oknach (czasem okna typu porte-fenêtre) od strony południowej, często dach też był szklany.
Mur od strony północnej pozbawiony był okien i służył jako oparcie dla podestów i półek, na których umieszczano donice z roślinami. Ściany te czasem zdobione były malarstwem pejzażowym. Wewnątrz mieściło się jedno duże albo kilka mniejszych pomieszczeń.

## Historia
Pierwsze oranżerie pojawiły się w XVI wieku. Miały one drewniane konstrukcje, dachy z możliwością usunięcia, często były rozbierane w okresie letnim.
Popularność zyskały w XVII wieku. Budowano je w parkach, ogrodach pałacowych, przy rezydencjach itp. do XIX wieku. W XVIII wieku zaczęły pojawiać się cieplarnie, w których panowała temperatura 18-30 stopni C, służące do uprawy roślin egzotycznych. Budowano je także w ogrodach botanicznych, gdzie w XIX wieku zaczęto wykorzystywać stalowe konstrukcje i duże płaszczyzny szkła.
Oranżerie, opróżniane okresowo z roślin, były też miejscem spotkań towarzyskich, zabaw, przedstawień teatralnych (np. Stara Pomarańczarnia w Łazienkach Królewskich, zbudowana w latach 1786–1788).

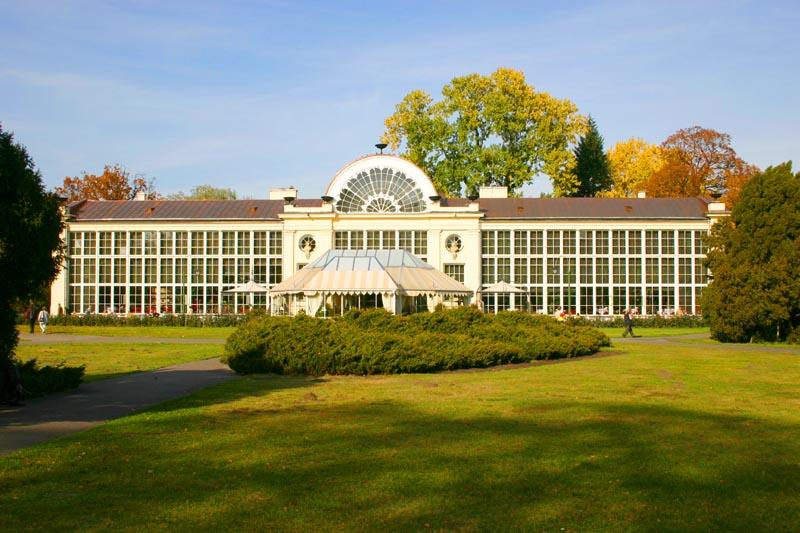
Nowa Pomarańczarnia w Łazienkach
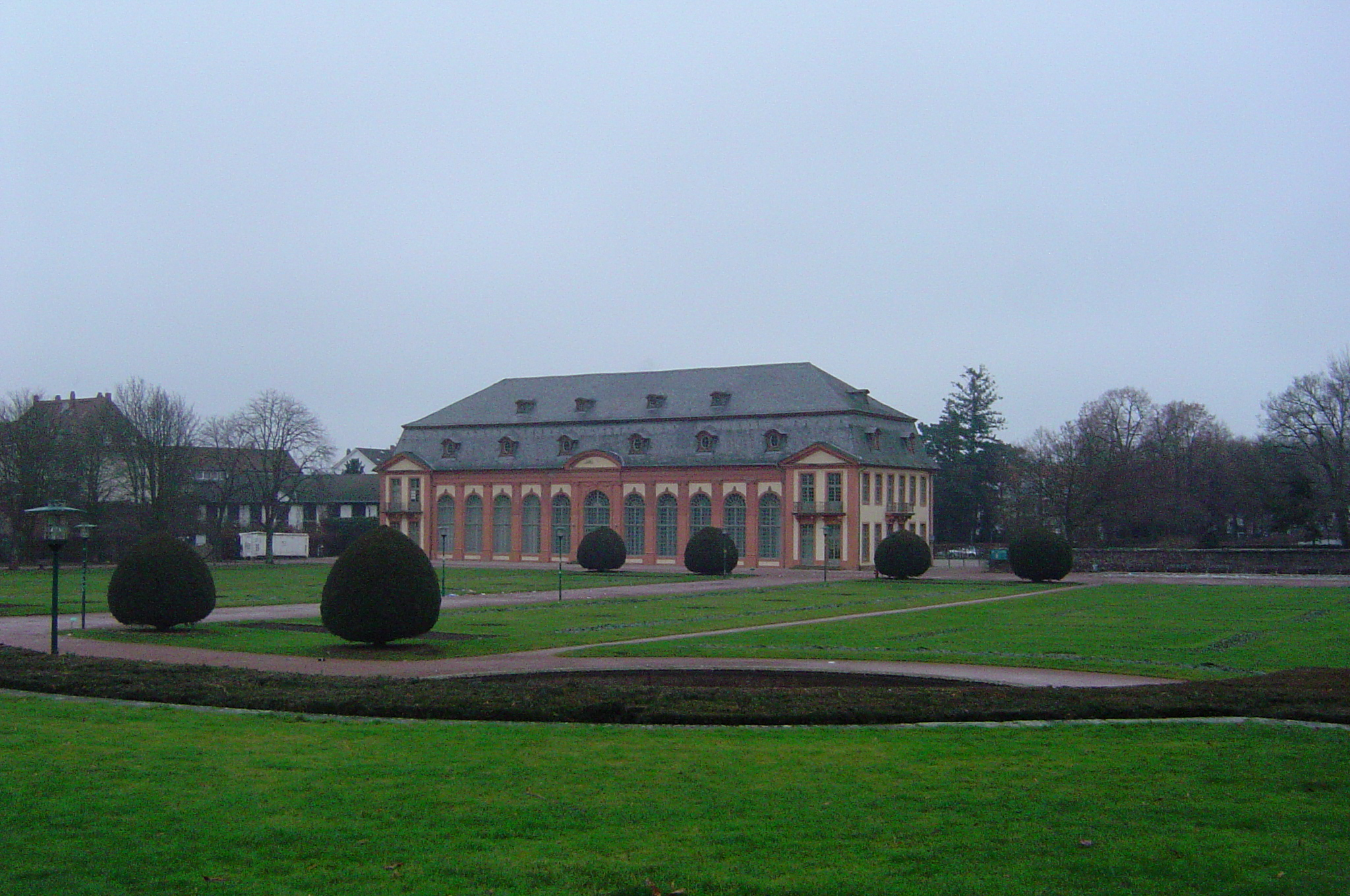
Oranżeria w Darmstadt – fasada południowa
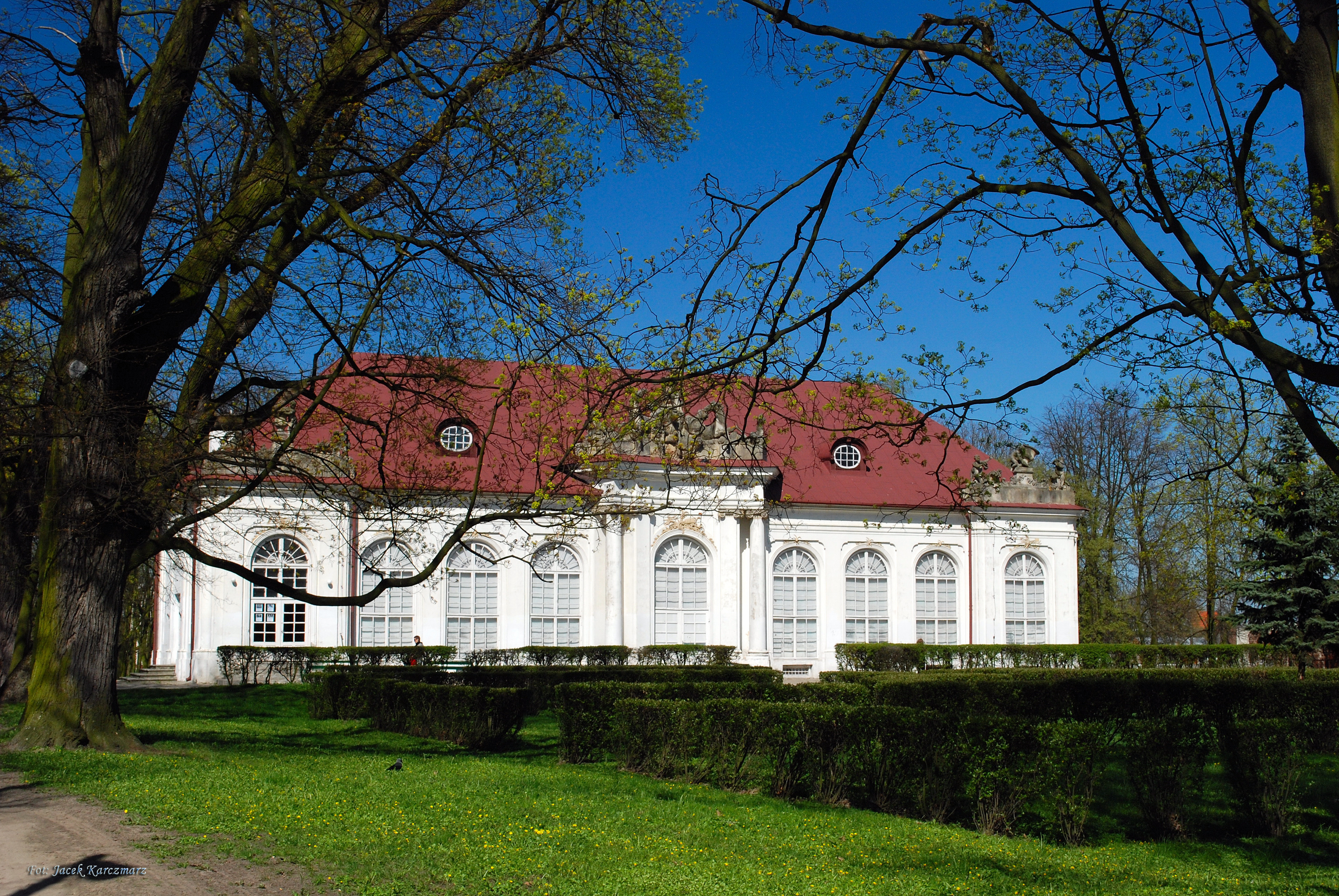
Radzyń Podlaski – oranżeria rokokowa